# 北海街道 (济源市)
北海街道，是中华人民共和国河南省济源市下辖的一个乡镇级行政单位。

## 行政区划
北海街道下辖以下地区：
三庄社区、李庄社区、小刘庄庄社区、庙街社区、下街社区、纸坊社区、马寨社区、东关社区、东高庄社区、庙后社区、药园社区、碑子社区、铁岸社区、望春园社区、新漭园社区、清趣园社区、济渎社区居民委会会和花园社区。